# Gewöhnliche Vogelmiere
Die Gewöhnliche Vogelmiere (Stellaria media), auch Vogel-Sternmiere, Hühnerdarm, Hühnerscherbe, Mäusegedärme oder Hustdarm genannt, ist eine Pflanzenart der Familie der Nelkengewächse (Caryophyllaceae). Die Bezeichnung Darm wird auf den kriechenden runden und gewundenen Stängel zurückgeführt oder darauf, dass der innere Teil wie ein weißer Darm erscheint, wenn man den Stängel auseinanderzieht. Eine alte lateinische Bezeichnung ist Morsus gallinae („Hühnerbiss“).
Die Gewöhnliche Vogelmiere ist als Kosmopolit weltweit verbreitet. Ihre Anpassungsfähigkeit resultiert aus dem gewöhnlich polyploiden Chromosomensatz und zeigt sich auch im Formenreichtum der Sippe. Das weit verbreitete „Unkraut“ kann als Wildgemüse und Heilpflanze verwendet werden.

## Beschreibung

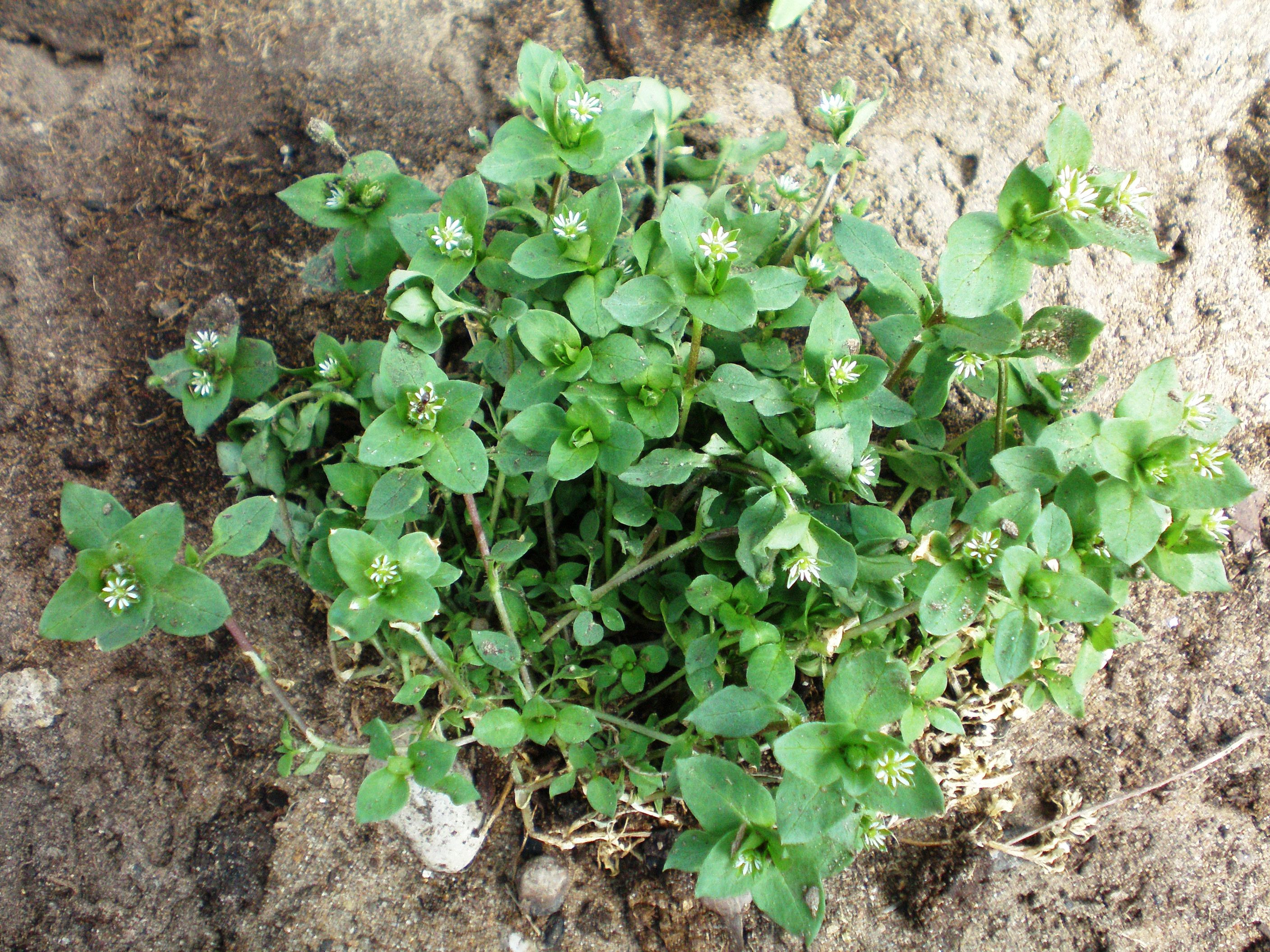
Habitus

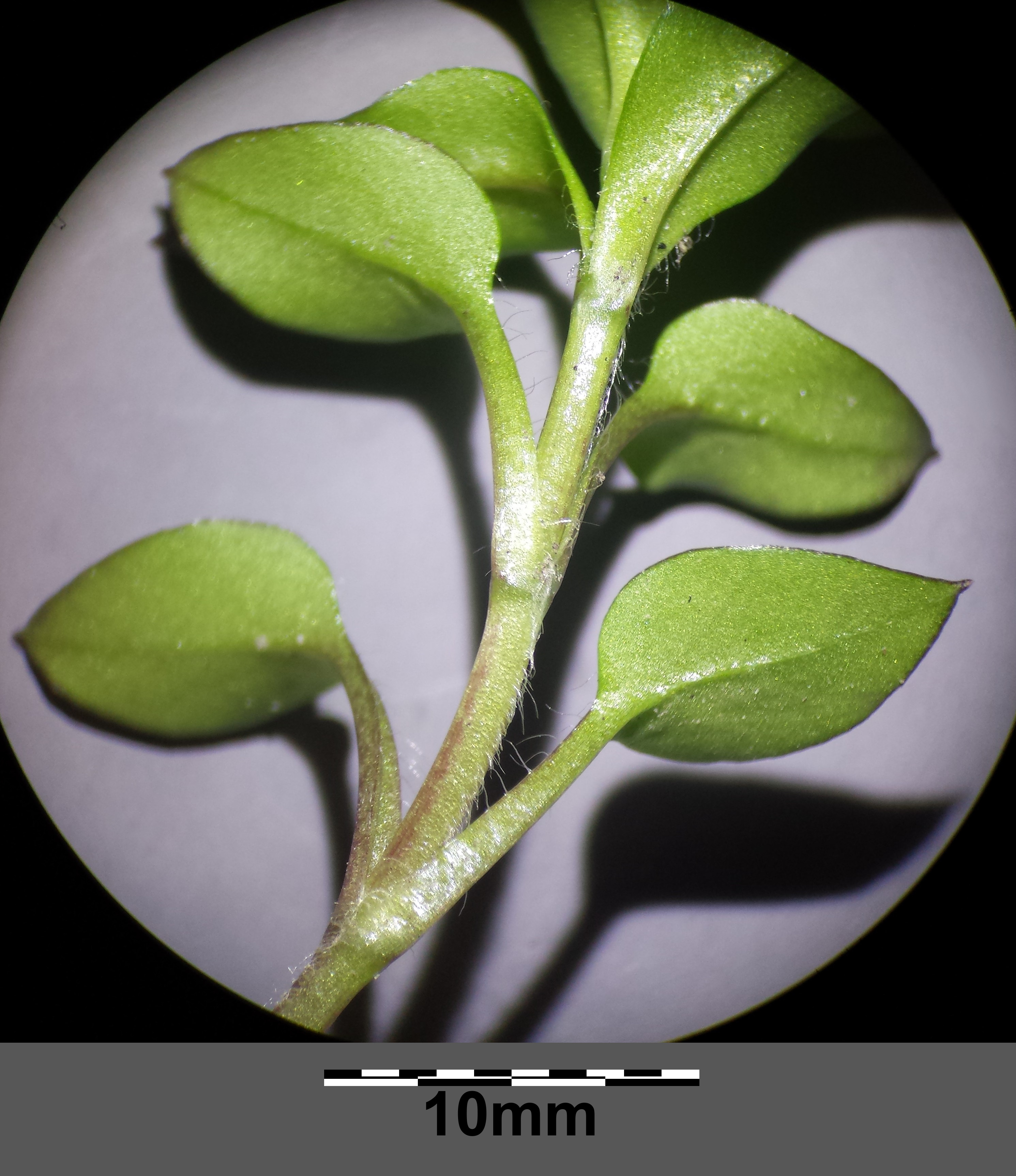
Stängel mit Laubblättern

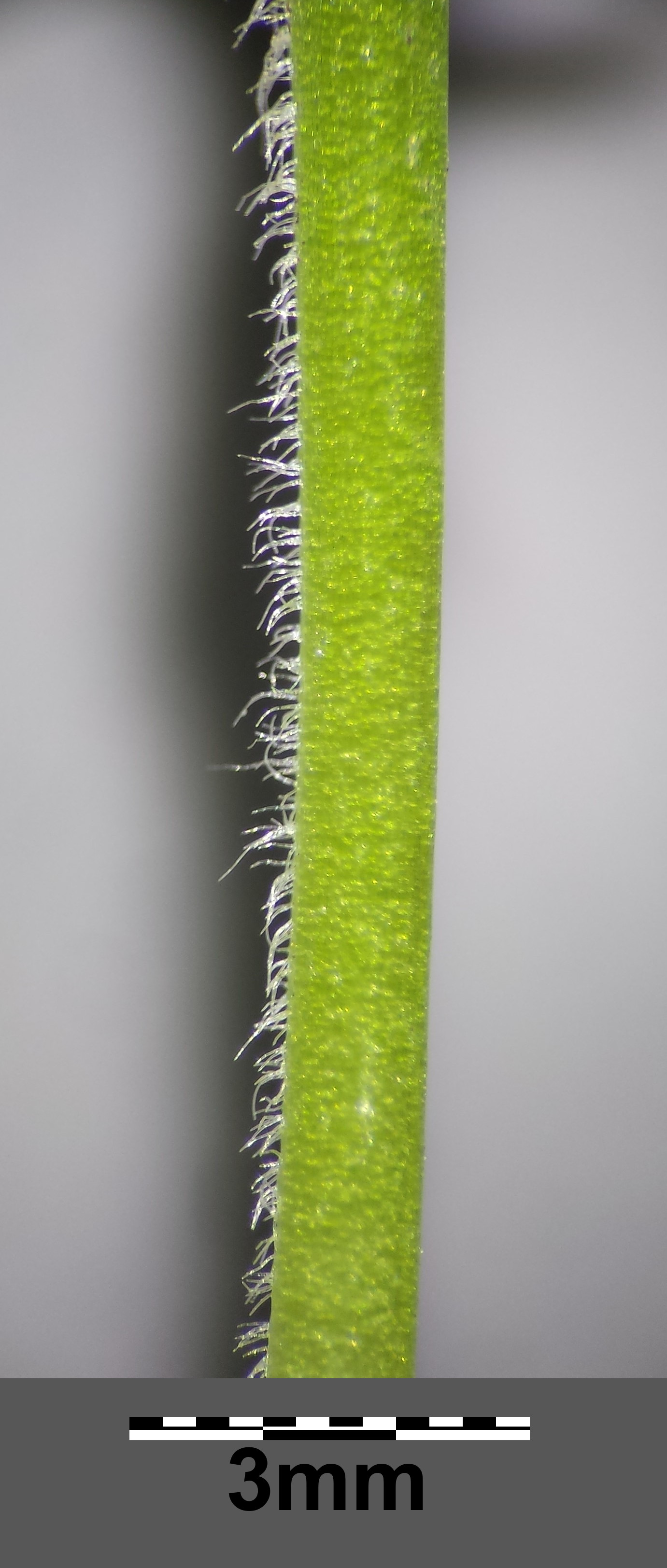
Der Stängel ist bei Stellaria media subsp. media einzeilig behaart

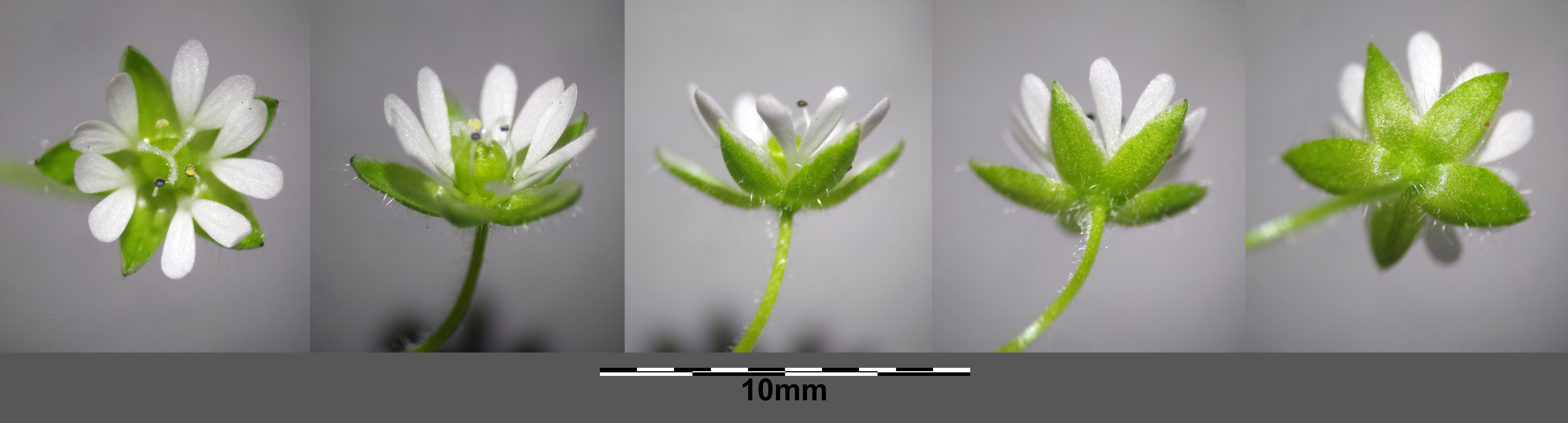
Blüte

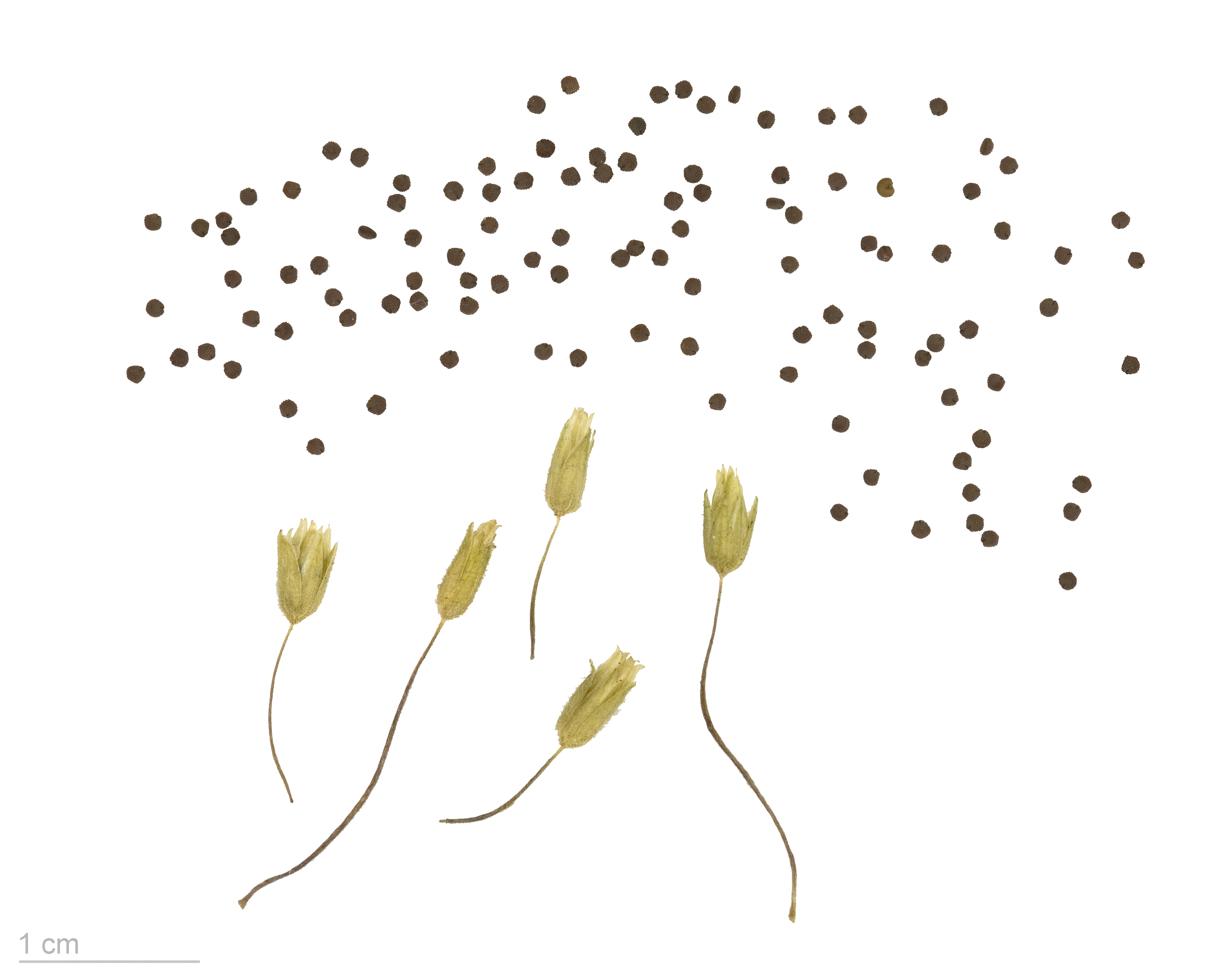
Früchte und Samen

### Vegetative Merkmale
Die Gewöhnliche Vogelmiere ist eine einjährige krautige Pflanze. Ihre niederliegenden 3 bis 40 Zentimeter langen Stängel bilden oft kleinere Rasenteppiche aus. Der Querschnitt des meist einreihig behaarten Stängels ist rund.
Die Laubblätter sind eiförmig mit spitzem oberen Ende. Die im unteren Stängelbereich wachsenden Blätter sind gewöhnlich kurz gestielt, die oberen Blätter sitzen dem Stängel direkt an.

### Generative Merkmale
Bei milder Witterung oder an geschützten Stellen bleibt die Blühfähigkeit der Gewöhnlichen Vogelmiere das ganze Jahr über erhalten. Wenige Blüten befinden sich in doldenartigen Dichasien.
Die zwittrigen Blüten sind radiärsymmetrisch und fünfzählig mit doppelter Blütenhülle (Perianth). Es sind fünf Kelchblätter vorhanden. Die fünf Kronblätter überragen die Kelchblätter kaum. Die fast bis zum Grund tief zweigeteilten weißen Kronblätter sind bei einer Länge von 3 bis 5 Millimetern breit-lanzettlich; manchmal fehlen sie auch ganz. Die drei bis zehn Staubblätter besitzen violette Staubbeutel. Es sind drei Griffel vorhanden.
Die fünf- oder sechsklappige Kapselfrucht ist etwa 3 bis 5 mm lang und hängt abwärts gekrümmt am Fruchtstiel. Die rötlich braunen Samen haben einen Durchmesser von 0,9 bis 1,3 mm und flache stumpfe Höcker.
Die Chromosomenzahl beträgt 2n = 40, 42 oder 44.

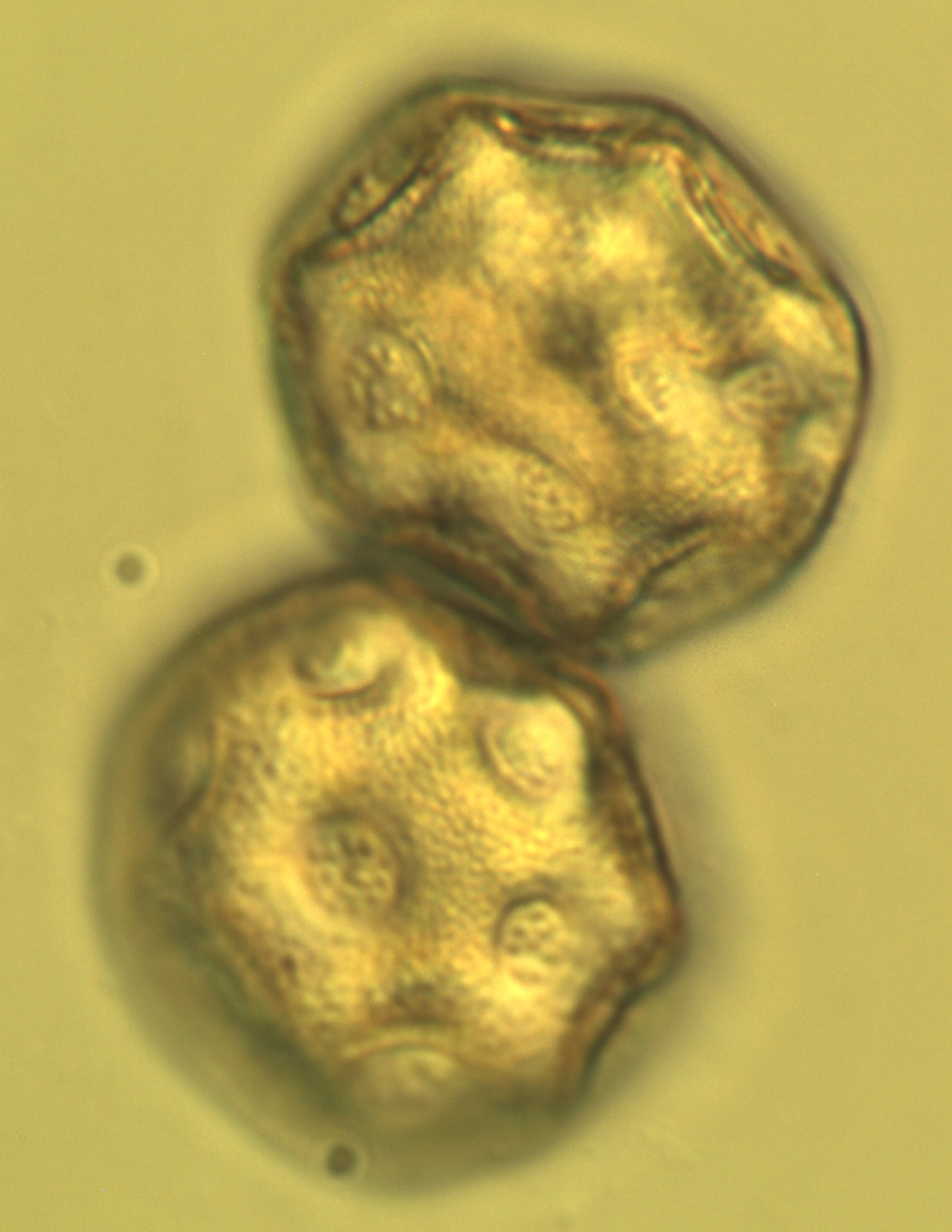
Pollen von Stellaria media, 400×

## Ökologie
Die Vogelmiere ist ein sommerannueller Kriech-Therophyt oder eine winterannuelle, seltener zweijährige Pflanze mit spindelförmiger Flachwurzel.
Die Keimblätter und Laubblätter führen Schlafbewegungen aus und zeigen eine Tag-/Nachtstellung. Sie entfalten sich bei trockenem Wetter gegen neun Uhr morgens und blühen bis zum Abend. Bei feuchter Witterung bleiben die Blüten zusammengezogen.
Die Haarlinie am Stängel, ein charakteristisches Erkennungsmerkmal, unterstützt die Pflanze bei der Wasserversorgung. Tautropfen laufen entlang dieser Linie zum nächstgelegenen Blattpaar, wo bei Bedarf etwas Wasser aufgenommen wird. Das Restwasser wird über die Haarlinie nach unten weitergeleitet.
Die Blüten sind kleine, weiße „Nektar führende Scheibenblumen“.
Nektar wird am Grund der Staubblätter abgesondert, und zwar nur bei sonnigem Wetter. Der Insektenbesuch ist spärlich. Als Bestäuber findet man Hautflügler, Zweiflügler und Fransenflügler (Thysanoptera). Da die Blüten zwittrig sind, findet meist Selbstbestäubung statt, indem sich die Staubblätter zur Narbe hinkrümmen.
Die Früchte sind gedunsene Kapselfrüchte, die als Selbstausstreuer ihre Samen ausstreuen. Ameisen breiten die papillösen Samen nach dem Ausstreuen weiter aus. Daneben findet auch eine Ausbreitung durch den Menschen statt, z. B. über Erde bei Gartenarbeiten und durch Anhaftung der Samen an Schuhen.
Die Vogelmiere ist ein Archäophyt, begleitet den Menschen seit der Steinzeit und kommt dadurch in den gemäßigten Gebieten weltweit vor.
Die Vogelmiere ist sehr ausbreitungs- und vermehrungsfreudig und überzieht frisch bearbeitete Böden schnell mit einem Rasen.
Ein Pflanzenexemplar kann bis zu 15.000 Samen bilden, pro Jahr können darüber hinaus zwei bis drei Generationen wachsen. Selbst im Winter können neue Pflanzen aus den gekeimten Samen entstehen. Nach Reinöhl (1903) dauert die Keimruhe 50 Tage. Von der Keimung bis zur ersten Blüte sind 42 Tage nötig.
Alle Pflanzenteile werden gern von Vögeln gefressen, worauf auch der deutsche Trivialname Bezug nimmt. Sommerexemplare überleben etwa fünf Monate lang, überwinternde Pflanzen rund ein Jahr.
Auch eine vegetative Vermehrung durch abgerissene Stängelteile, die sich bewurzeln, ist möglich.
Die Vogelmiere wird meist als „Unkraut“ bezeichnet, doch ist ihr Nutzen gerade in Kulturen wie Weinbergen und Gärten nicht zu unterschätzen, da die dichten, flachen und bis zu 40 Zentimeter langen Ausläufer den Boden im Sommer vor Austrocknung, im Winter vor direkter Kälteeinwirkung schützen und allgemein erosionsmindernd wirken.
Auf der anderen Seite tritt die Vogelmiere vor allem in Wintergetreide – seltener im Sommergetreide –, im Mais- und Kartoffelanbau sowie im Grünland als „Schädling“ auf.
Sie ist Vektor für Blattläuse (Myzus persicae und Aphis fabae), die das Gurkenmosaikvirus übertragen können.

## Vorkommen
Die Vogelmiere ist weltweit verbreitet. Ursprüngliche Vorkommen hat sie in Eurasien und im nördlichen Afrika. Sie kommt häufig in lückigen Unkrautfluren, auf Äckern, in Gärten und Weinbergen, an Wegen, Schuttplätzen und an Ufern vor. Sie gedeiht meist auf feuchten, nährstoffreichen Böden. Die Standorte können auch im Schatten liegen. Verbreitet ist sie von der Ebene bis ins Gebirge. In den Allgäuer Alpen steigt sie im Tiroler Teil auf dem Gipfel der Jöchelspitze auf Schaflägern bis zu einer Höhenlage von 2226 Metern auf; im Kanton Wallis erreicht sie 2694 Meter.
Die ökologischen Zeigerwerte nach Landolt et al. 2010 sind in der Schweiz: Feuchtezahl F = 3 (mäßig feucht), Lichtzahl L = 3 (halbschattig), Reaktionszahl R = 3 (schwach sauer bis neutral), Temperaturzahl T = 3 (montan), Nährstoffzahl N = 4 (nährstoffreich), Kontinentalitätszahl K = 3 (subozeanisch bis subkontinental).
Sie ist eine Ordnungscharakterart nährstoffreicher Acker- und Garten-Beikrautfluren (Polygono-Chenopodietalia), kommt aber auch in Pflanzengesellschaften der Klassen Secalietea oder Bidentetea vor. Nach Ellenberg ist sie ein Schwachsäure- bis Schwachbasenzeiger, ein ausgesprochener Stickstoffzeiger.

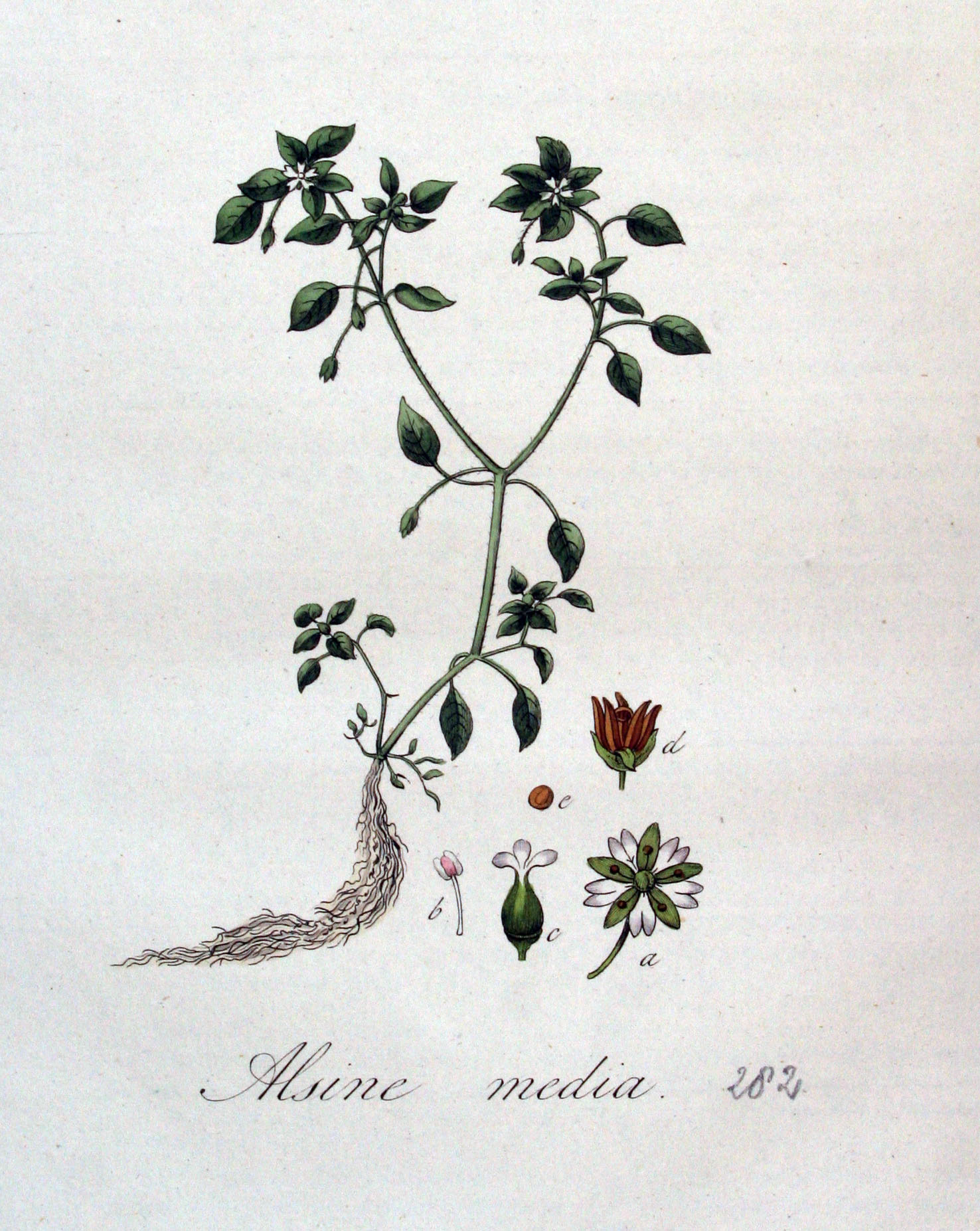
Illustration aus Flora Batava, Volume 4

Zeigerwerte nach Ellenberg
| Faktor               | Wert | Skala | Benennung/Erläuterung              |
| -------------------- | ---- | ----- | ---------------------------------- |
| Lichtzahl            | 6    | 1–9   | Halbschatten- bis Halblichtpflanze |
| Temperaturzahl       | X    | 1–9   | indifferent                        |
| Kontinentalitätszahl | X    | 1–9   | indifferent                        |
| Feuchtezahl          | 4    | 1–12  | Trocknis- bis Frischezeiger        |
| Reaktionszahl        | 7    | 1–9   | Schwachsäure bis Schwachbase       |
| Stickstoffzahl       | 8    | 1–9   | ausgesprochener Stickstoffzeiger   |
| Lebensform           | T    | -     | Therophyt                          |

## Systematik und Verbreitung

### Taxonomie
Die Erstveröffentlichung erfolgte 1753 unter dem Namen (Basionym) Alsine media durch Carl von Linné in Species Plantarum, Tomus I, Seite 272. Die Neukombination zu Stellaria media (L.) Vill. wurde 1789 durch Dominique Villars in Histoire des Plantes de Dauphiné Band 3, Seite 615 veröffentlicht. Schon vorher hatte Domenico Maria Leone Cirillo 1784 diese Art in Essentialibus nonnullarum Plantarum Characteribus Commentarius, Seite 36 zur Gattung Stellaria gerechnet, hatte aber die Neukombination Stellaria media (L.) Cirillo nicht ausgeführt.

### Artengruppe Vogelmiere
Unter der Artengruppe Vogelmiere (Stellaria media agg.) werden folgende Arten zusammengefasst:
- Gewöhnliche Vogelmiere (Stellaria media (L.) Vill. s. str.) mit den Synonymen Alsine media L. und Stellaria media subsp. media
- Großblütige Vogelmiere oder Auwald-Sternmiere (Stellaria neglecta Weihe)
- Bleiche Vogelmiere (Stellaria apetala Ucria, Syn.: Stellaria pallida (Dumort.) Crepin)
- Schutt-Vogelmiere (Stellaria ruderalis M.Lepší, P.Lepší, Z.Kaplan & P.Koutecký): Sie ist wohl aus Stellaria apetala und Stellaria neglecta entstanden.[14]

### Subtaxa und ihre Verbreitung
Je nach Autor gibt es einige Unterarten:
- Stellaria media subsp. cupaniana (Jord. & Fourr.) Nyman (Syn.: Stellaria cupaniana (Jord. & Fourr.) Bég.): Sie kommt in Marokko, Tunesien, Frankreich, Italien, Sardinien, Sizilien, Korsika und den Balearen, Albanien, Nordmazedonien, Griechenland, Kreta, auf Inseln in der Ägäis, Zypern, in der Türkei und im Gebiet von Jordanien, Syrien und dem Libanon vor. In Spanien ist die Ursprünglichkeit zweifelhaft.[15] Bei dieser Unterart sind die Stängel rundum behaart und nicht einreihig behaart.[16]
- Stellaria media (L.) Vill. subsp. media[15]
- Stellaria media subsp. romana Beger: Sie kommt nur in Italien vor.[15]

## Variabilität
Nach einer Untersuchung von Friedrich Reinöhl (1903) an 80 000 untersuchten Blüten von Stellaria media agg. schwankt die Zahl der Staubblätter zwischen 0 und 11. Die Hauptwerte sind 3 oder 5. Bei geringer Beleuchtung ist die Anzahl geringer, auf gutem Boden bei kräftiger Düngung ist sie höher.

## Verwendung
Der Vogelmiere werden schmerzlindernde Heilpflanzenqualitäten zugeschrieben. Neben den möglichen Heilwirkungen verfügt diese Pflanze auch über einen Wert als Nahrungs- beziehungsweise Genussmittel. Ihr Geschmack erinnert an jungen rohen Mais. Bereits 50 Gramm Vogelmierensalat entsprechen in etwa dem täglichen Vitamin-C-Bedarf eines Erwachsenen. Aufgrund des Saponingehalts sollten jedoch nicht zu große Mengen verspeist werden.
Als Inhaltsstoffe sind Vitamine, Saponine, Flavonoide, Cumarine, Mineralien, Oxalsäure, Zink und ätherische Öle bekannt.
In der Naturheilkunde findet die Vogelmiere vielfältige Anwendung. So wird ein Extrakt der frischen Pflanze zur Behandlung von Rheumatismus und Gelenkschmerzen verwendet. Als Tee ist es zur äußeren und inneren Anwendung im Gebrauch.
Man kann sie auch als Frischfutterzusatz für Ziervögel und Nagetiere benutzen.
Vogelmiere enthält doppelt so viel Calcium, dreimal so viel Kalium und Magnesium sowie siebenmal so viel Eisen wie Kopfsalat.
In der Volksmedizin wird sie bei Erkrankungen der Atemwege eingesetzt, außerdem soll sie gegen Entzündungen, Schmerzen, Krämpfe, Leberbeschwerden, Rheuma und Blasenerkrankungen helfen und allgemein der Reinigung und Stärkung des gesamten Organismus dienen. Es können alle Pflanzenteile verwendet werden.
Auf Grund der starken Vermehrung und der frühzeitigen Samenbildung wird sie jedoch häufig als besonders lästiges „Unkraut“ betrachtet.
Siehe auch: Hain-Sternmiere